# 红梅花雀
红梅花雀（学名：Amandava amandava）是梅花雀科红梅花雀属的一种。牠分布於熱帶 亞洲 的開闊田野和草原，因雄鳥繁殖季節的鮮豔羽毛而受歡迎，常被飼養為籠鳥。牠們在印度次大陸的季風季節繁殖。種名 amandava 和俗名 avadavat 源自印度 古吉拉特邦 的 艾哈邁達巴德 市，這些鳥曾從該地出口到寵物貿易市場。

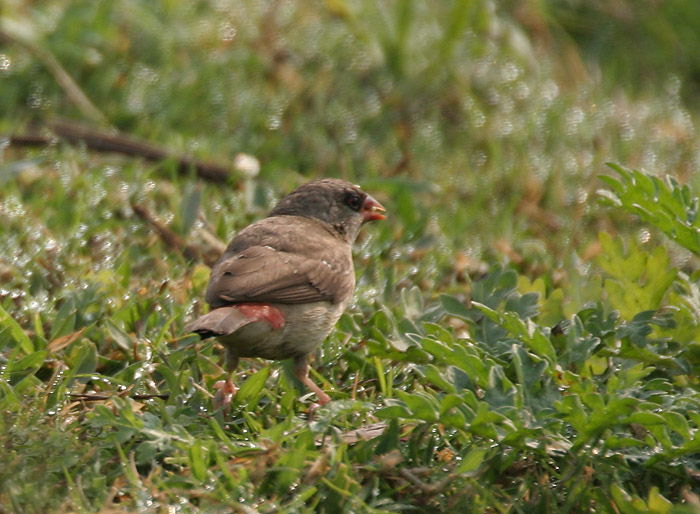
雌鳥及可見的紅色尾羽

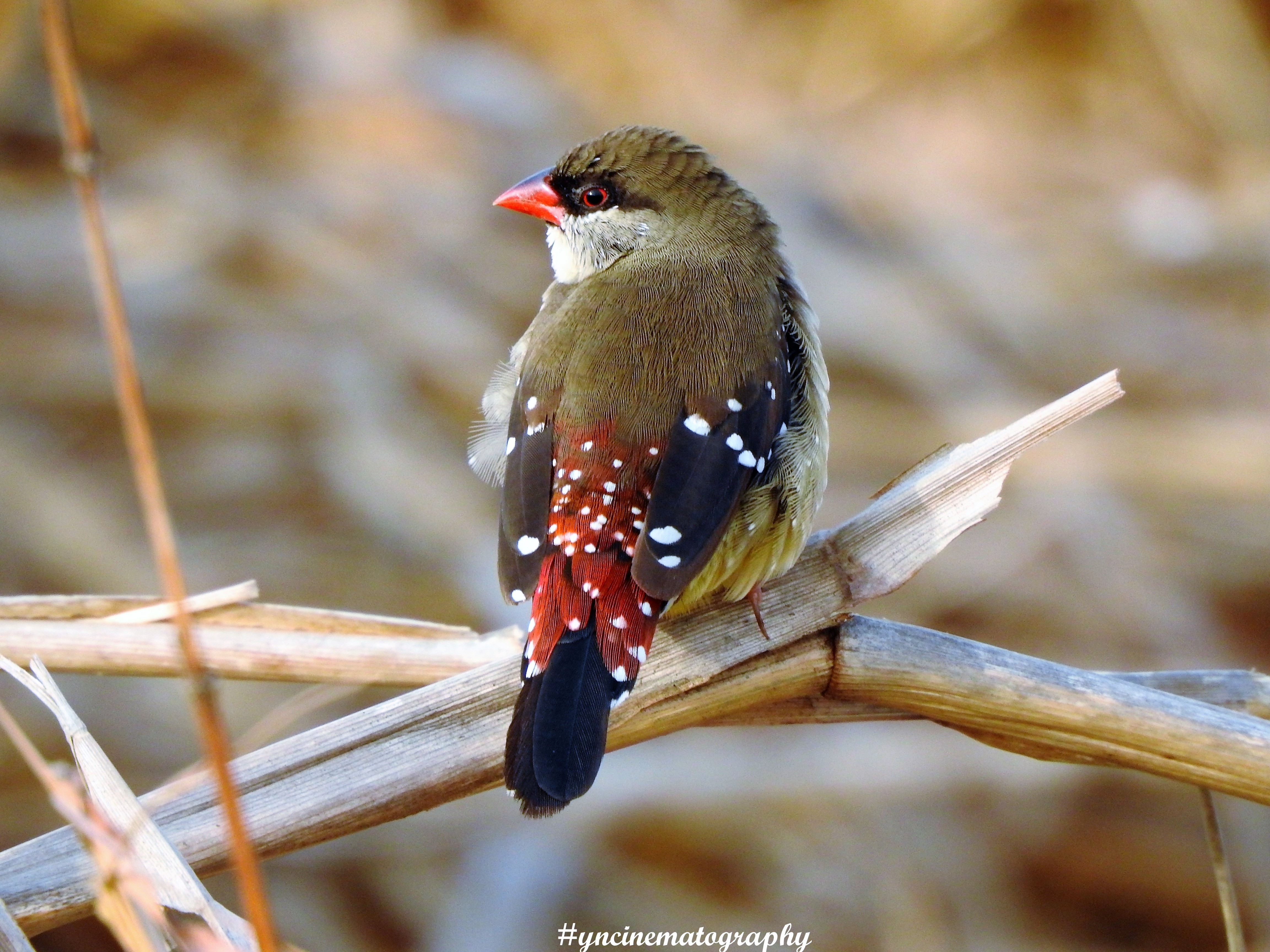
非繁殖羽的雄鳥

## 分類
紅梅花雀首次由瑞典博物學家 卡爾·林奈 在1758年的《自然系統自然系統》第十版 中根據 二名法 描述，命名為 Frigilla amandava。 林奈的描述基於英國博物學家 伊萊亞薩·阿爾賓 在1738年所描述和繪製的「Amaduvads Cock and Hen」。 林奈指定其 模式產地 為東印度，但在1921年由 E.C.斯圖亞特·貝克 將其範圍限制在 加爾各答。 現今，該物種被歸類於由英國動物學家 愛德華·布萊思 在1836年引入的屬 紅梅花雀屬（Amandava） 中。
紅梅花雀曾被讓·德拉庫爾歸類於梅花雀屬（Estrilda） 屬。這一分類曾被沿用一段時間，但形態學、 行為學、生化 和DNA研究如今支持將牠們分離到紅梅花雀屬。
目前已確認三個 亞種：
- A. a. amandava （林奈, 1758） – 巴基斯坦、印度、尼泊爾和孟加拉
- 红梅花雀西南亚种 A. a. flavidiventris （華萊士, 1864） – 緬甸、中國南部、西北及中部泰國和小巽他群島。中国大陆分布於云南、贵州等地。该物种的模式产地在亚洲帝汶岛和佛罗勒斯岛。[15]
- 红梅花雀海南亚种 A. a. punicea （霍斯菲爾德, 1821） – 泰國東南部、柬埔寨、越南南部、爪哇和巴厘島。中国大陆分布於海南等地。该物种的模式产地在爪哇。[16]

## 描述
這種小型雀鳥易於辨認，牠們有圓形的黑色尾巴和季節性變紅的喙。尾上覆羽呈紅色，繁殖期的雄鳥上半身大部分為紅色，除了黑色的眼線、下腹部和翅膀。紅色的身體和翅膀上有白色斑點。非繁殖期的雄鳥顏色較暗淡，但仍保有紅色尾上覆羽，雌鳥則顏色更為暗淡，羽毛上的白色斑點較少。

## 分布與棲地
红梅花雀的平均体重约为9.2克。栖息地包括亚热带或热带的（低地）湿润疏灌丛、亚热带或热带的湿润低地林、耕地、湿地、种植园和亚热带或热带的（低地）干草原。
紅梅花雀主要棲息於平坦的平原，通常在有高草或作物的地方，經常靠近水源。 該物種有四個已命名的亞種。指名亞種被稱為 amandava，分布於孟加拉國、印度、尼泊爾 和 巴基斯坦；緬甸型亞種被稱為 flavidiventris，分布於部分 中國、印尼、泰國 和 越南； 更往東的爪哇地區族群被稱為 punicea，在柬埔寨稱為 decouxi。
引入的族群存在於全球多個地區，包括：西班牙南部、 汶萊、斐濟、 埃及、 馬來西亞、美國、巴林、瓜德羅普、伊朗、義大利、留尼旺、馬來西亞、墨西哥、多明尼加共和國、馬提尼克、葡萄牙、日本、波多黎各、新加坡 和夏威夷。

## 行為與生態
這種梅花雀通常以小群體出現， 牠們飛行時翅膀快速拍動，並會降落在難以觀察的草叢中。繁殖季節時，成對的鳥會保持在一起。 牠們發出一種獨特的低音單音叫聲 pseep，經常在飛行時發出。牠們的鳴唱由一系列低音組成。 同一群的鳥會互相梳理羽毛，牠們會豎起頭部的羽毛以示邀請。 牠們主要以草的種子為食，但當白蟻等昆蟲可得時也會食用。
牠們築造一個由草葉構成的球狀巢穴。每窩通常產五到六枚白色的卵。
牠們的喙在五月開始變紅，並於十一月和十二月變得更深色。到了四月，喙會迅速轉黑，這樣的循環持續進行。 這些季節性循環與日照長度的季節變化有關。

已知有兩種外寄生的鳥蝨（Ischnocera 的 Brueelia amandavae 和 鈍角總科 的 Myrsidea amandava）寄生在牠們身上， 而日本圈養的鳥類中曾分離出一種 副粘液病毒科 的病毒。

## 保育狀況
雖然目前紅梅花雀的保護狀況為「無危」（LC），但牠們在至少東南亞部分地區變得越來越稀少。在泰國，牠們被描述為不常見到稀有的留鳥。 在柬埔寨，紅梅花雀於1920年代已被「成千上萬地」出口到越南，1960年代初期被描述為「不常見且不規律」，而如今牠們的數量被認為較低且令人關切，但2012年仍在 放生 貿易中發現大量個體。